# Massief van Rocroi
Het Massief van Rocroi is een geologisch massief in de Ardennen, gelegen rondom Rocroi in Frankrijk. Het massief ligt voor een klein gedeelte binnen België.
Het massief ligt in een grote geplooide structuur die de Anticline van de Ardennen wordt genoemd. Deze anticline is gevormd in de Hercynische orogenese. In de kern van de anticline dagzomen Cambrische, Ordovicische en Silurische gesteenten in een aantal massieven. De omringende gesteenten van de flanken van de anticline zijn van Devonische of Carbonische ouderdom, en zijn minder competent dan de massieven. Daarom vormen de massieven hogere plateaux in het landschap van de Ardennen. De verhoging in het landschap bij Rocroi wordt het Plateau van Rocroi genoemd.
Bij Rocroi dagzomen vooral kwartsieten en fyllieten. Deze gesteenten zijn zowel in de Hercynische als in de Caledonische orogenese gedeformeerd. Dit uit zich bijvoorbeeld in vele plooien, kwarts-aders en breuken in het gesteente.